# Får i Storbyen
Får i Storbyen (engelsk: Sheep in the Big City) er en original serie fra Cartoon Network. Serien følger et får, som er stukket af til storbyen.

## Danske Stemmer
- Donald Andersen: Fortælleren
- Peter Zhelder: General Specifc
- Annette Heick
- Peter Røschke